# Kapurthala
Kapurthala (punjabi: ਕਪੂਰਥਲਾ, hindi: कपूरथला) är en stad i den indiska delstaten Punjab, 18 km från Jalandhar. Den är administrativ huvudort för ett distrikt med samma namn och hade 98 916 invånare vid folkräkningen 2011.